# Cúp bóng đá Bulgaria 1952
Cúp bóng đá Bulgaria 1952 là mùa giải thứ 12 của Cúp bóng đá Bulgaria (trong giai đoạn này có tên là Cúp Quân đội Xô-viết). Slavia Sofia giành chức vô địch khi đánh bại Spartak Sofia 3–1 trong trận chung kết tại People's Army Stadium ở Sofia.

## Vòng Một
| Đội 1             | Tỉ số                                     | Đội 2             |
| ----------------- | ----------------------------------------- | ----------------- |
| CSKA Sofia        | 5–0                                       | VVS Sofia         |
| Levski Sofia      | 3–1                                       | Lokomotiv Sofia   |
| Botev Plovdiv     | 2–0                                       | Akademik Sofia    |
| Pomorie           | 0–1                                       | Lokomotiv Plovdiv |
| Belasitsa Petrich | 0–1                                       | Spartak Sofia     |
| Minyor Pernik     | 0–2                                       | Slavia Sofia      |
| Spartak Varna     | 1–1 (aet) 2–2 (aet) (R) 0–1 (aet) (2nd R) | Cherno More Varna |
| Dobrudzha Dobrich | 1–1 (aet) 0–0 (aet) (R) 1–2 (2nd R)       | Spartak Pleven    |

## Tứ kết
| Đội 1             | Tỉ số             | Đội 2          |
| ----------------- | ----------------- | -------------- |
| Lokomotiv Plovdiv | 1–0               | CSKA Sofia     |
| Cherno More Varna | 0–1               | Botev Plovdiv  |
| Slavia Sofia      | 2–1               | Levski Sofia   |
| Spartak Sofia     | 1–1 (aet) 3–1 (R) | Spartak Pleven |

## Bán kết
| Đội 1             | Tỉ số                               | Đội 2         |
| ----------------- | ----------------------------------- | ------------- |
| Botev Plovdiv     | 1–2                                 | Slavia Sofia  |
| Lokomotiv Plovdiv | 0–0 (aet) 1–1 (aet) (R) 1–2 (2nd R) | Spartak Sofia |

## Chung kết

### Chi tiết
| Slavia Sofia                                      | 3−1 | Spartak Sofia    |
| ------------------------------------------------- | --- | ---------------- |
| Stoychev 32' · Isakov 46' · N. Ivanov 86' (ph.đ.) |     | Dr. Georgiev 69' |

| Slavia | Spartak |